# 牛島理子
牛島 理子（うしじま りこ、1999年12月12日 - ）は、熊本県出身の元女子サッカー選手。現役時代のポジションはディフェンダー。

## 来歴

### クラブ
地元熊本県内のクラブを経て、田邊友恵監督率いる日ノ本学園高校へ進学。同期に米澤萌香、金平莉紗、松永未衣奈、宮本華乃などがいる。高校3年生時に、キャプテンとして全国高等学校総合体育大会優勝に貢献した。
高校卒業後、2018年にINAC神戸レオネッサに入団。4年半在籍し、1年目からMFから左サイドバックにコンバートされる形で、主力に定着し、将来を嘱望されていたが、2019年8月17日に行なわれたトレーニングマッチで負傷し、右膝前十字靭帯損傷・内側側副靱帯損傷・半月板損傷、全治約9か月という大怪我を負い、戦線離脱を余儀なくされた。その間に2021年5月22日に行われた三菱重工浦和レッズレディース戦で後半アディショナルタイムに途中出場はしたものの、それ以降の試合では公式戦での復帰は果たせないまま、2022年6月に契約満了で退団した。
2022年7月、ウズベキスタン女子1部リーグのPFCソグディアナ・ジザフに加入した。その後、正確な時期は不明だが、2023年春頃にドイツの地域リーグ西のバイエル・レヴァークーゼンIIに移籍し、2024年春頃に退団した。
2025年2月10日、サッカー競技からの引退を表明した。

### 代表
2016年9月に、U-17女子ワールドカップに臨むU-17日本代表に選出された。大会では3試合に出場し、日本は準優勝だった。
2018年7月に、U-20女子ワールドカップに臨むU-20日本代表に選出された。大会では3試合に出場し、日本は優勝だった。

## 個人成績
| 国内大会個人成績 | 国内大会個人成績 | 国内大会個人成績 | 国内大会個人成績 | 国内大会個人成績 | 国内大会個人成績 | 国内大会個人成績 | 国内大会個人成績 | 国内大会個人成績 | 国内大会個人成績 | 国内大会個人成績 | 国内大会個人成績 |
| 年度             | クラブ           | 背番号           | リーグ           | リーグ戦         | リーグ戦         | リーグ杯         | リーグ杯         | オープン杯       | オープン杯       | 期間通算         | 期間通算         |
| 年度             | クラブ           | 背番号           | リーグ           | 出場             | 得点             | 出場             | 得点             | 出場             | 得点             | 出場             | 得点             |
| 日本             | 日本             | 日本             | 日本             | リーグ戦         | リーグ戦         | リーグ杯         | リーグ杯         | 皇后杯           | 皇后杯           | 期間通算         | 期間通算         |
| ---------------- | ---------------- | ---------------- | ---------------- | ---------------- | ---------------- | ---------------- | ---------------- | ---------------- | ---------------- | ---------------- | ---------------- |
| 2018             | I神戸            | 19               | なでしこ1部      | 12               | 2                | 7                | 0                |                  |                  |                  |                  |
| 2019             | I神戸            | 19               | なでしこ1部      | 8                | 1                | 8                | 0                |                  |                  |                  |                  |
| 2020             | I神戸            | 4                | なでしこ1部      | 0                | 0                | -                | -                | 0                | 0                | 0                | 0                |
| 2021-22          | I神戸            | 4                | WE               | 0                | 0                | -                | -                | 0                | 0                | 0                | 0                |
| 通算             | 日本             | 日本             | 1部              | 20               | 3                | 15               | 0                |                  |                  |                  |                  |
| 総通算           | 総通算           | 総通算           | 総通算           | 20               | 3                | 15               | 0                |                  |                  |                  |                  |

## 代表歴
- U-17日本代表
  - 2016 FIFA U-17女子ワールドカップ; 準優勝（3試合出場）
- U-20日本代表
  - 2018 FIFA U-20女子ワールドカップ; 優勝（3試合出場）